# Franciszek Kruczyński
Franciszek Kruczyński (ur. 11 września 1928, zm. 26 czerwca 1991) – polski działacz państwowy i prawnik, w latach 1980–1990 przewodniczący Prezydium Wojewódzkiej Rady Narodowej w Rzeszowie.

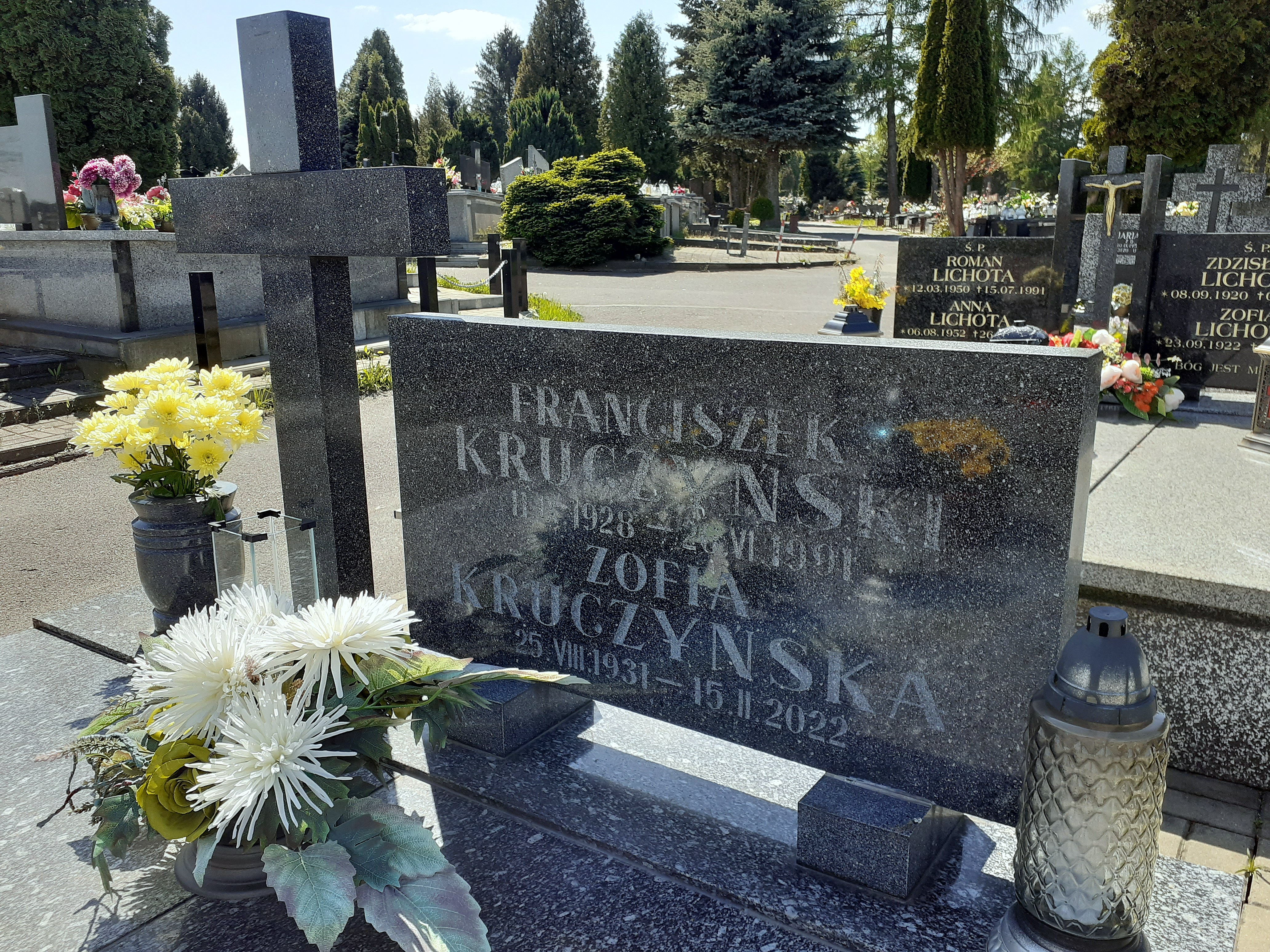
Grobowiec Franciszka i Zofii Kruczyńskich

## Życiorys
Z zawodu prawnik. Był m.in. przewodniczącym Okręgowej Komisji Arbitrażowej oraz Okręgowego Sądu Pracy i Ubezpieczeń Społecznych w Rzeszowie. Zasiadał w Wojewódzkiej Radzie Narodowej w Rzeszowie. Ok. 1980 objął fotel przewodniczącego jej Prezydium, zajmował to stanowisko do 1990.
W 1955 został odznaczony Srebrnym Krzyżem Zasługi i Medalem 10-lecia Polski Ludowej. W 1988 wpisano go do Księgi zasłużonych dla województwa rzeszowskiego.
Zmarł 26 czerwca 1991 i został pochowany na cmentarzu Wilkowyja w Rzeszowie.